# Wagiya Football Club
Il Wagiya Football Club è una società calcistica del Belize. Fondato nel 1984, ha sede a Dangriga e milita nella massima serie del campionato beliziano.
Disputa le partite casalinghe nel Carl Ramos Stadium. I colori sociali sono il blu e il giallo.

## Rosa attuale
| N. |                   | Ruolo | Calciatore         |
| -- | ----------------- | ----- | ------------------ |
|    | Belize (bandiera) | P     | Francisco Bardalez |
|    | Belize (bandiera) | D     | Allen Brooks       |
|    | Belize (bandiera) | D     | Allan Flores       |
|    | Belize (bandiera) | D     | Norman Koko        |
|    | Belize (bandiera) | C     | Chavis Lopez       |
|    | Belize (bandiera) | D     | Edwin Nasario      |

| N. |                   | Ruolo | Calciatore      |
| -- | ----------------- | ----- | --------------- |
|    | Belize (bandiera) | A     | Wasani Ramirez  |
|    | Belize (bandiera) | A     | Anthony Requena |
|    | Belize (bandiera) | A     | Thomas Swazo    |
|    | Belize (bandiera) | C     | Leonard Valdez  |
|    | Belize (bandiera) | C     | Albert Vasquez  |
|    | Belize (bandiera) | C     | Harrison Tasher |